# Tweede Kamerverkiezingen 2012/Kandidatenlijst/DPK
Op vrijdag 13 juli 2012 werd de kandidatenlijst van het Democratisch Politiek Keerpunt voor de Tweede Kamerverkiezingen van 12 september 2012 bekendgemaakt. Een aantal van de eerder door lijsttrekker Hero Brinkman bekendgemaakte kandidaten bleken hier achteraf niet op te staan.

## De lijst
1. Hero Brinkman - 5.679 stemmen
2. Carlo Strijk - 135
3. Jeanette Winter - 237
4. Jacques Arntz - 78
5. Martin Hagen - 39
6. Patrice van Benten - 47
7. Chris Hottentot - 55
8. Joost van Puijenbroek - 65
9. Ans van der Velde - 76
10. Rudy Reker - 57
11. Ferry van Wijnen - 29
12. Harry Poppelier - 27
13. Ben Groos - 52
14. Jacob Muys - 24
15. Silvian Jonkergrouw - 14
16. Harald van Zielst - 32
17. Bert Geurtz - 31
18. Taco Scargo - 8
19. Bas Driesen - 20
20. Ton Lammertink - 32
21. Paul Plantinga - 42
22. Jos Keetels - 15
23. Luuk Klinkert - 10
24. Jan van der Starre - 20
25. Sander van den Raadt - 16
26. Cor Pater - 39
27. Rene Bol - 13
28. Cora Boxma-Heij - 17
29. Henri Baldwin - 24
30. André Jansen - 11
31. Marianne Kokshoorn - 11
32. Walter Jongenelis - 13
33. Nicole Bakker - 32
34. Rob van der Zee - 11
35. Mariska Wiedijk - 23
36. John van Gorp - 19
37. Wim Husmans - 13
38. Joke Havik-Schaft - 16
39. Jacky Stevens - 34
40. M.E. Boersma - 17
41. Henk van Schepen - 58
42. Harry Bakker - 18
43. Dominique Dubois-Veenhuis - 19
44. Gaston de Jong - 9
45. Jan van Aert - 12
46. Peter Schilt - 12
47. Rob Haarsma - 18
48. Mariska van Wijnen-Barendregt - 8
49. Theo Reijnen - 24
50. Dirk-Jan Keijser - 52

VVD · PvdA · PVV · CDA · SP · D66 · GroenLinks · ChristenUnie · SGP · Partij voor de Dieren · Piratenpartij · MenS · Nederland Lokaal · Libertarische Partij · DPK · 50PLUS · LibDem · Anti Europa Partij · SOPN · PvdT · Politieke Partij NXD